# Caffè Meletti
Il Caffè Meletti è un caffè storico situato in Piazza del Popolo ad Ascoli Piceno, collocato a sinistra del Palazzo dei Capitani del Popolo. Fa parte dell'associazione Locali storici d'Italia.
L'apertura del locale risale al 18 maggio 1907 e fin da allora è noto per la sua raffinata ricercatezza. In città è da sempre considerato il ritrovo dei personaggi più illustri, nonché punto d'incontro di cultura e di vita mondana. L'edificio ancora oggi conserva il fascino dello stile Liberty. Il colore rosa antico della facciata esterna lo contraddistingue e lo differenzia fra tutti i palazzi storici presenti in piazza, ma al contempo riesce ad armonizzarsi con essi, grazie alle sue linee architettoniche.

## Storia

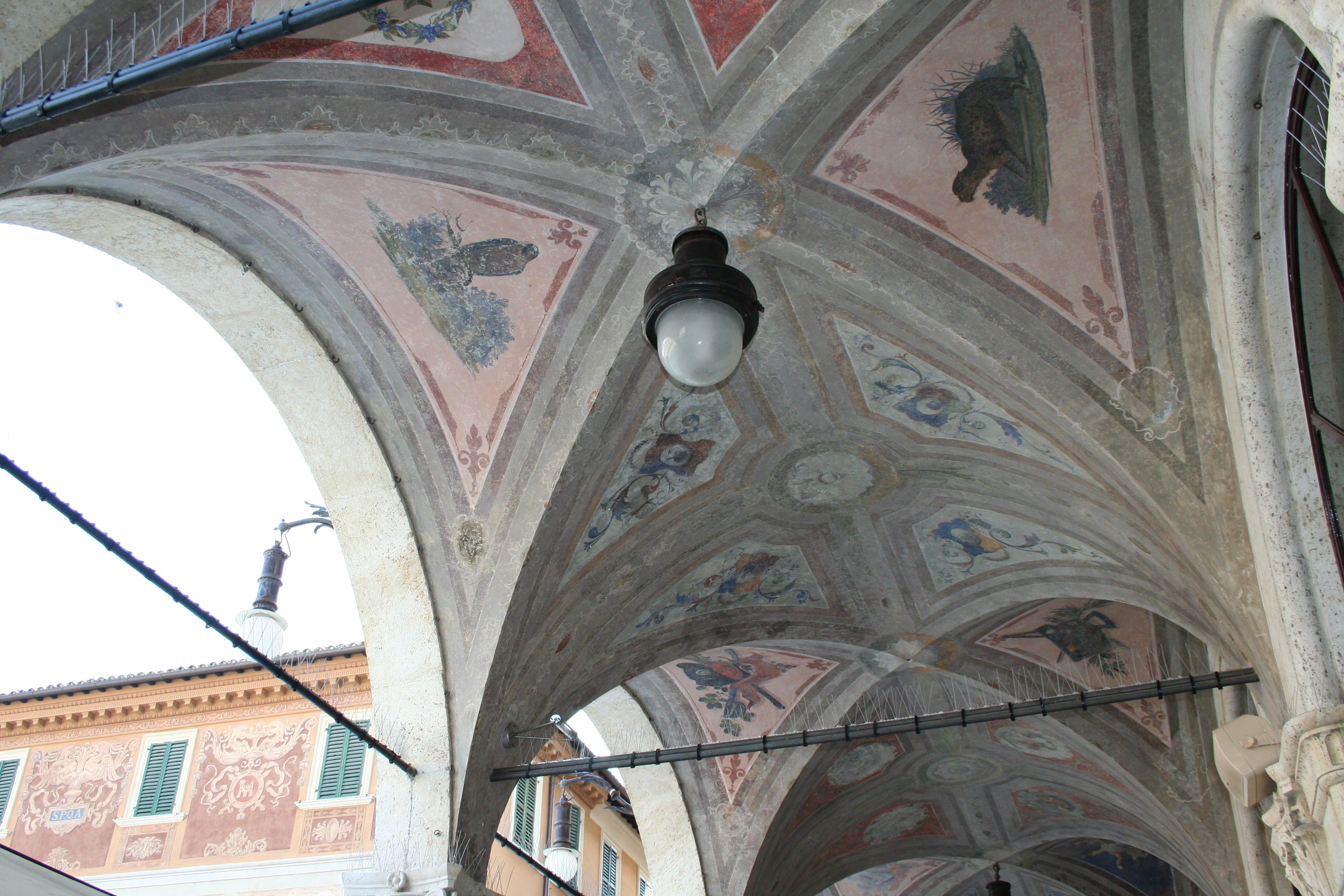
Dipinti del soffitto del portico

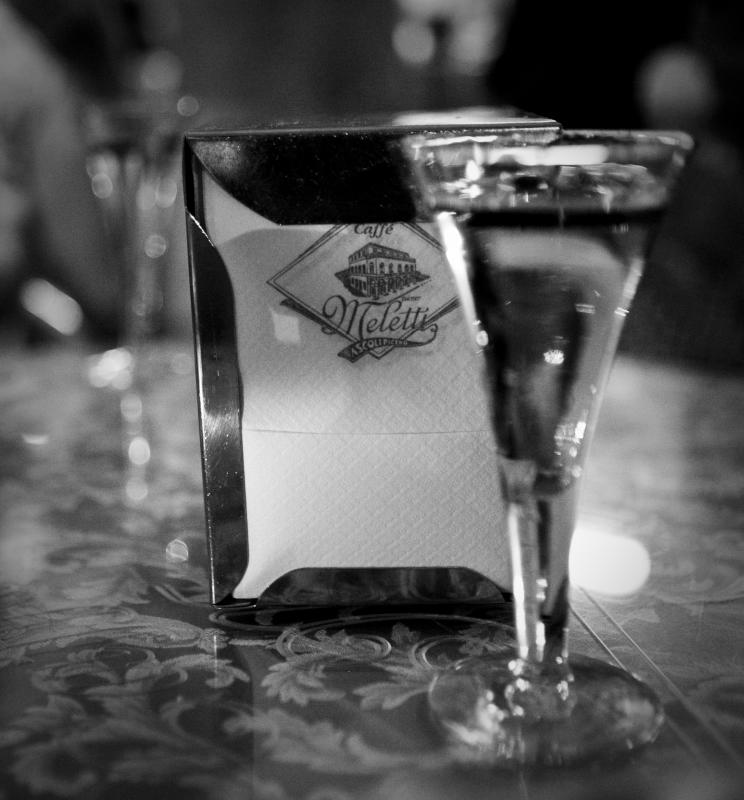
Bicchierino di anisetta con la "mosca"

L'edificio fu progettato dall'ingegner Marco Massimi ed elevato negli anni compresi tra il 1881 e il 1884 per ospitare il Palazzo delle Poste e Telegrafi. La fabbrica insiste sulla stessa area dove nei secoli precedenti insisteva il Picchetto della Dogana. L'edificio cessò la sua funzione postale nei primissimi anni del nuovo secolo, quando essa venne trasferita in un'ala del vicino Palazzo San Filippo. 
La vita vera e propria del Caffè cominciò il 22 dicembre 1903, quando Silvio Meletti, industriale produttore di liquori e fondatore dell'omonima azienda, già titolare dal 1880 di un'attività di vendita dei suoi prodotti successivamente trasformata in caffè - birreria, acquistò la palazzina a un'asta pubblica. Divenuto proprietario decise di destinare l'edificio all'apertura di un più grande caffè. Commissionò la trasformazione dell'edificio a Enrico Cesari, ingegnere, e scelse come pittore il decoratore Pio Nardini, entrambi molto attivi ad Ascoli in quegli anni.
Il Caffè Meletti prese il nome dal suo proprietario e fu inaugurato la sera del 18 maggio 1907.
Nell'anno 1981 il Ministero per i beni culturali e ambientali lo dichiarò d'interesse storico e artistico.
Dopo 83 anni di attività fu chiuso nel 1990 lasciando un enorme vuoto nella vita sociale della cittadinanza ascolana. Sei anni più tardi, nel 1996, fu acquistato dalla Fondazione Cassa di Risparmio di Ascoli Piceno che lo sottopose a un particolareggiato restauro e lo restituì alla città il 19 dicembre 1998. Il locale storico fu riaperto con una nuova inaugurazione da parte dell'allora sindaco Roberto Allevi.
Il 21 settembre 2010, il Caffè Meletti è stato chiuso per essere restaurato e modernizzato, riaprendo il 20 novembre 2011 dopo alcuni mesi di interventi. La modifica più importante ha riguardato la fruibilità dell'ingresso su via del Trivio con il ripristino della galleria interna, dismessa nel 1921.
Nel tempo della sua vita il Caffè ha conosciuto e annoverato fra i suoi illustri frequentatori occasionali anche Mario Del Monaco, Beniamino Gigli, Pietro Mascagni, Ernest Hemingway, Renato Guttuso, Jean Paul Sartre, Simone de Beauvoir, Mario Soldati, e politici di levatura nazionale come Sandro Pertini e Giuseppe Saragat.
La particolarità dello storico locale ascolano è l'assaggio dell'”anisetta con la mosca” ossia del liquore cui si aggiunge dentro il bicchiere un chicco di caffè. Si ricorda la definizione del Trilussa quando scrisse: «Quante favole e sonetti m'ha ispirato la Meletti». L'anisetta è un liquore a base di anice lavorato secondo la ricetta di casa Meletti, perfezionata nel 1870 da Silvio Meletti.
La società Caffè Meletti srl è stata acquisita dalla Fondazione Cassa di Risparmio di Ascoli Piceno, che ha deciso l'apertura di un ristorante al primo piano del caffè, che nella stagione estiva ha un'estensione sulla terrazza che dà sulla piazza.

## Architettura
Il prospetto frontale, di stile neoclassico, è arricchito da un antistante portico con arcate e soffitto affrescato da Giovanni Picca, pittore e decoratore ascolano della seconda metà dell'Ottocento. I motivi pittorici, legati all'originaria funzione postale dell'edificio, sono stati riportati nuovamente alla luce durante l'intervento di restauro del 1998.
Al primo piano rialzato si aprono cinque finestre sormontate da arcate che propongono gli stessi fregi rinascimentali delle altre di piazza del Popolo. All'ultimo piano vi è l'ampia balconata chiusa dal parapetto chiaro.

## Interno
L'ambiente interno e le decorazioni estetiche del Caffè Meletti rispondono al gusto Liberty. Ancora oggi sono presenti e utilizzati gli originali arredi lignei lavorati e intagliati. Vi sono inoltre grandi specchi a parete, divani rivestiti di velluto verde, piccoli tavoli rotondi con piano di marmo di Carrara e piede in pesante ghisa.
Il soffitto della sala del piano terra fu dipinto, da Pio Nardini con la tecnica dell'affresco, tra il 1906 e il 1907. L'artista dedicò il tema delle sue pitture all'anisetta, raffigurando putti tra rami di anice.

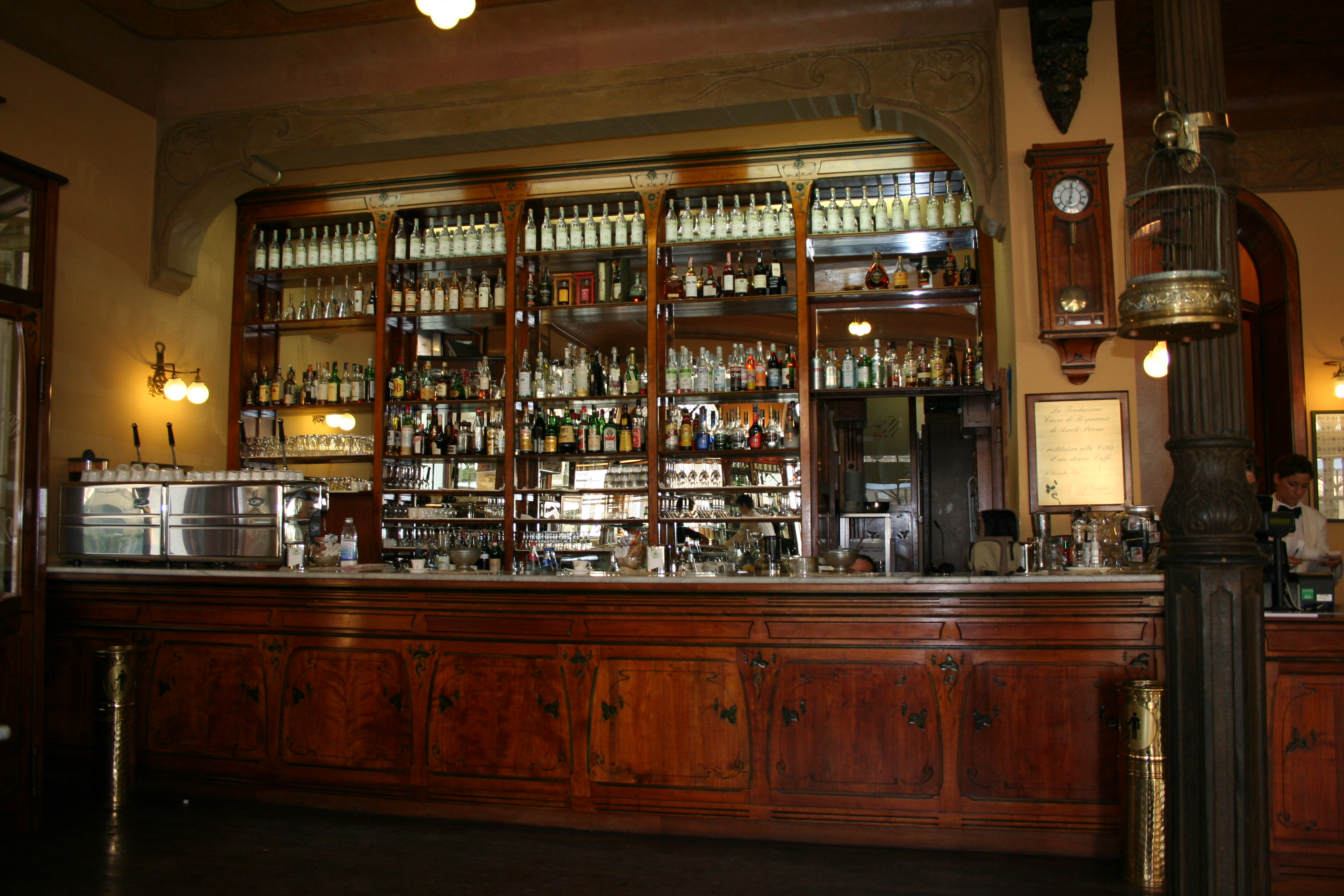
Interno
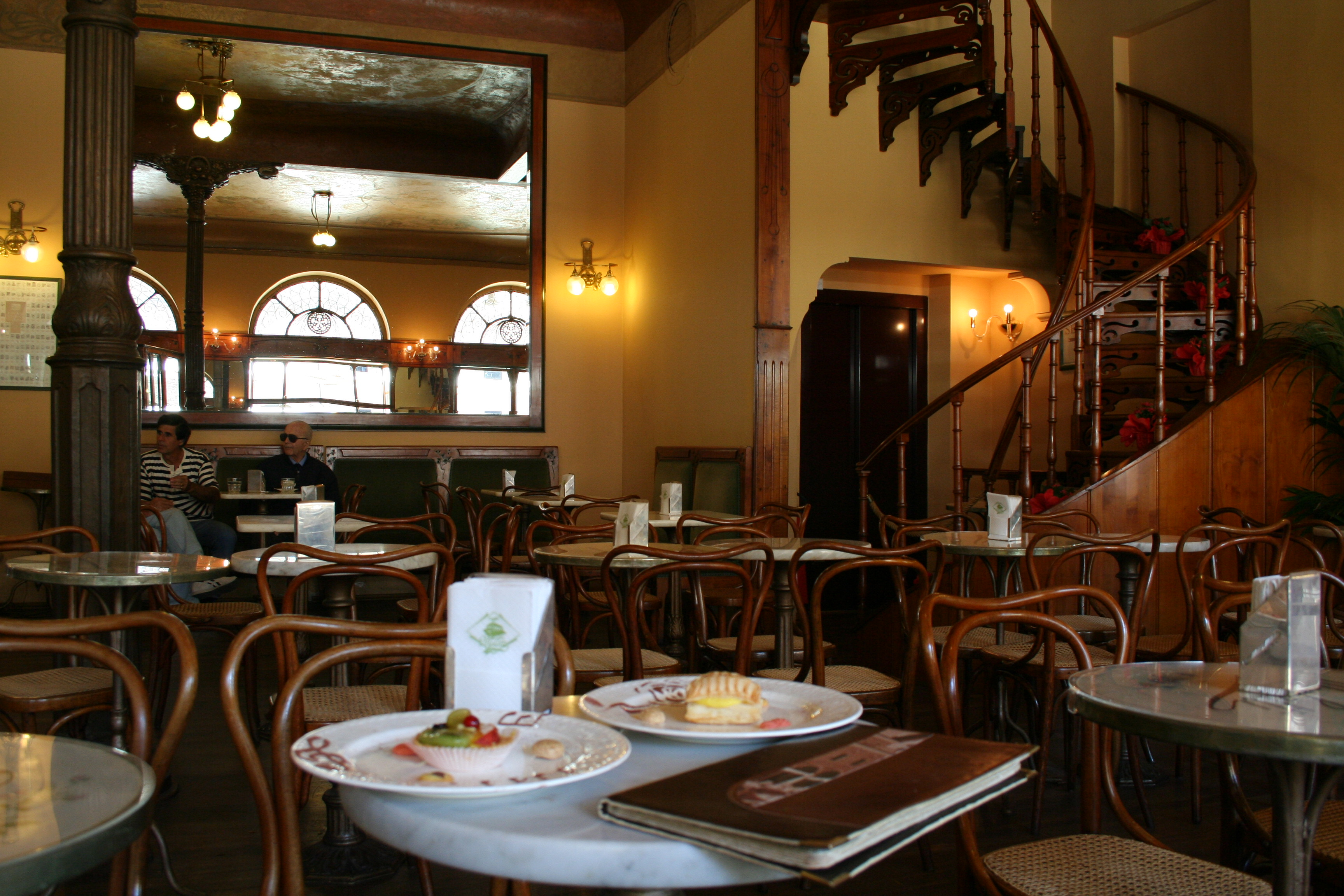
Sala interna del piano terra
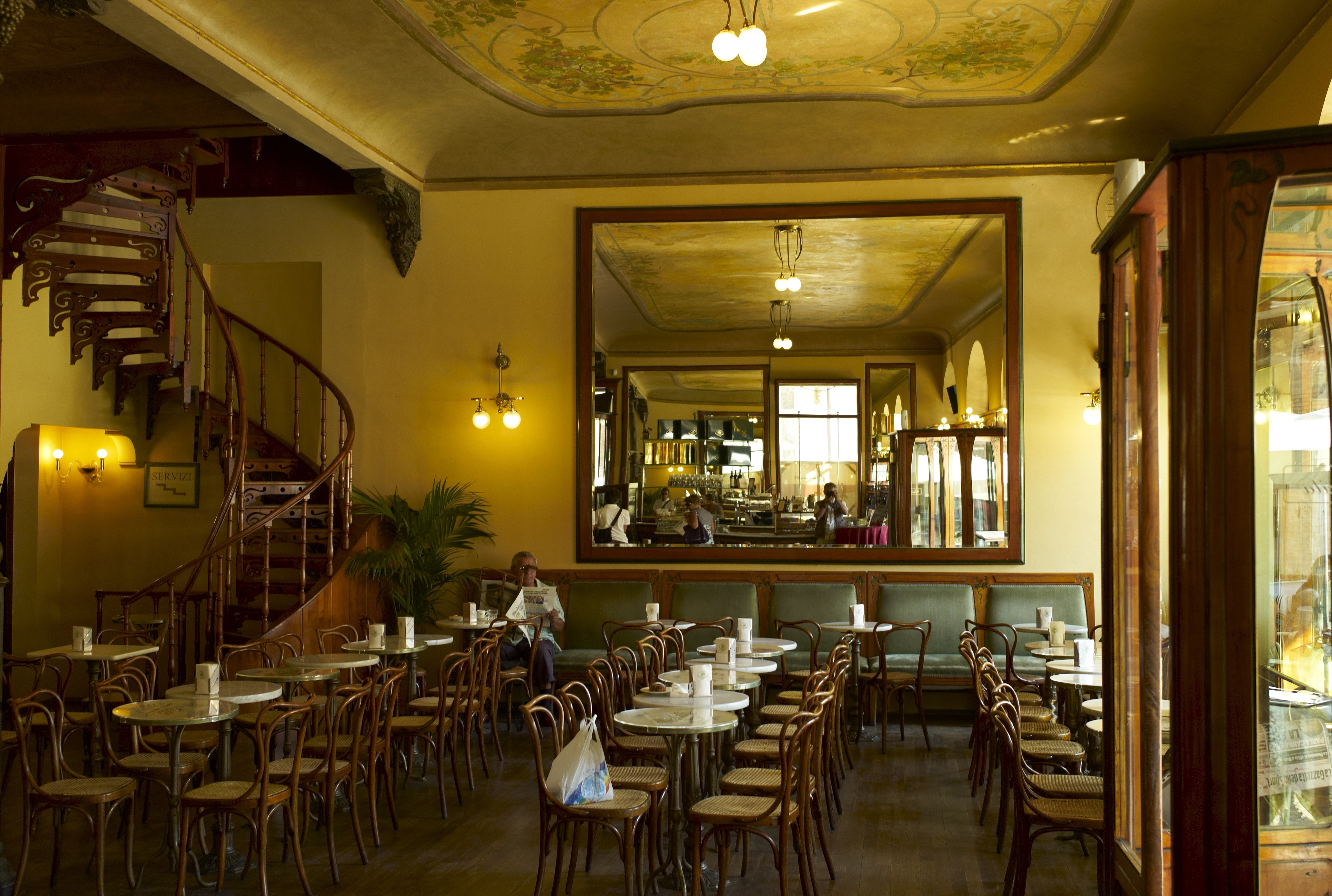
interno
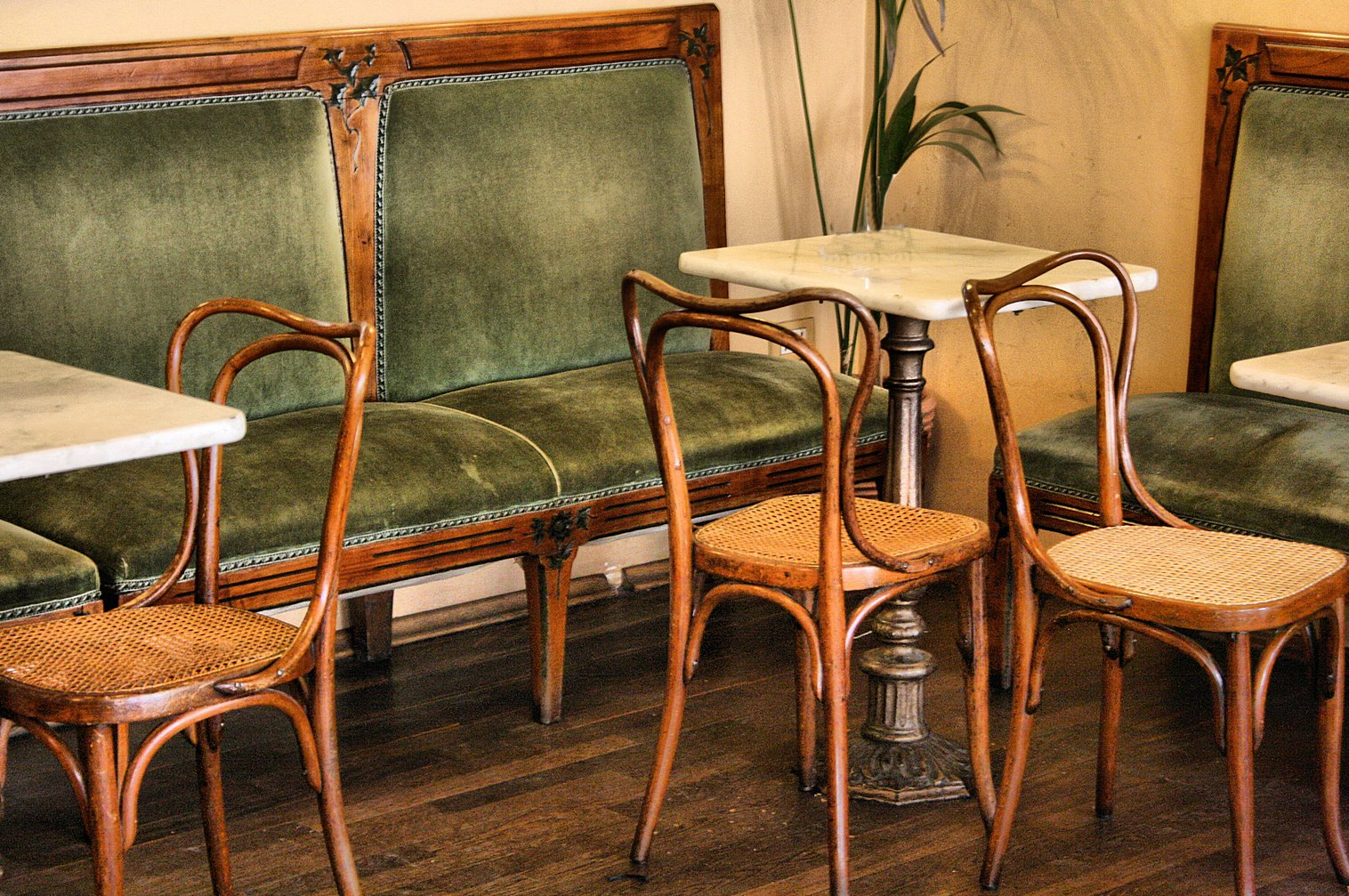
Dettagli dell'arredo
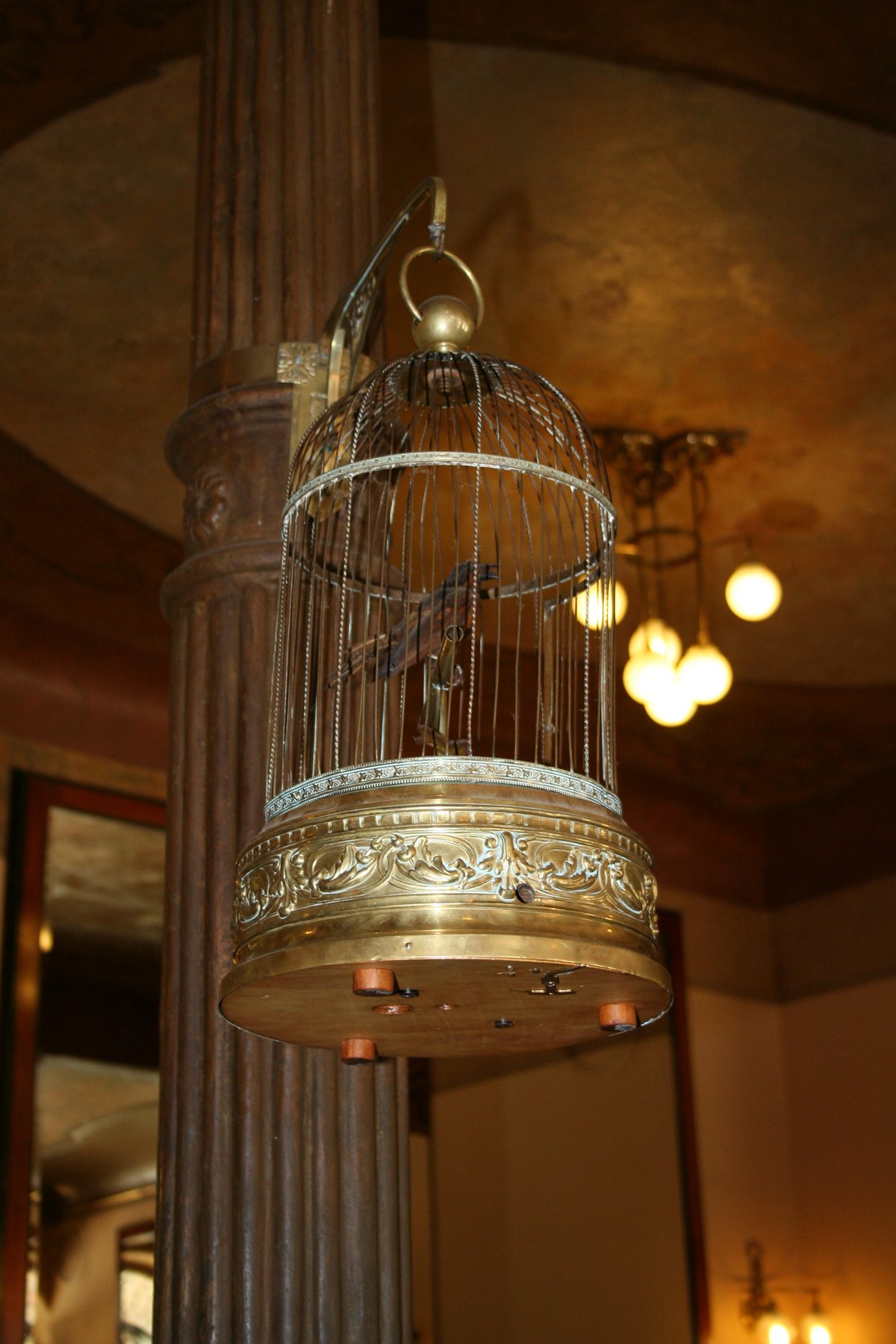
Carillon della gabbietta con l'uccellino meccanico, arredo simbolo del Caffè Meletti

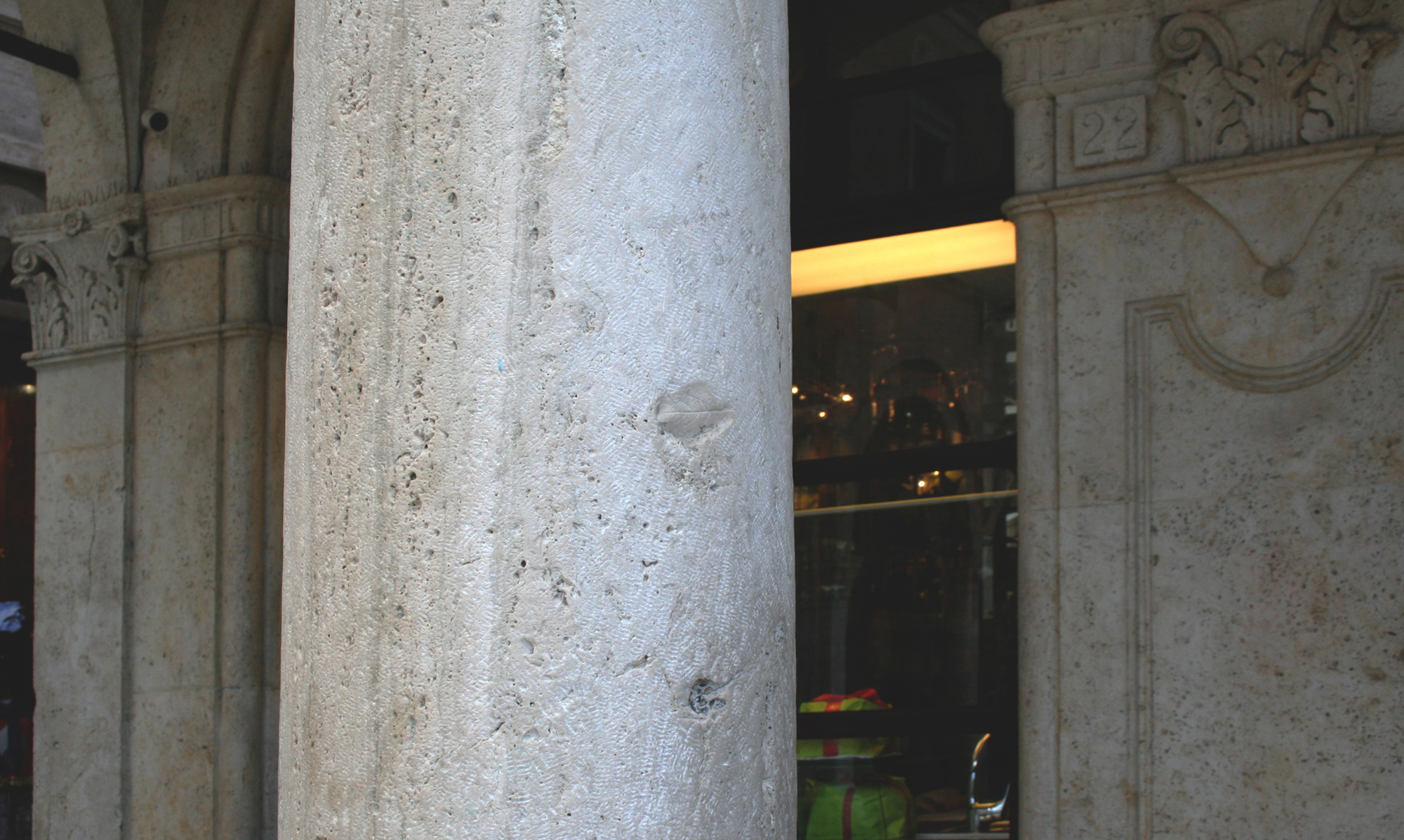
Particolare della foglia fossile che compare impressa in una colonna del portico
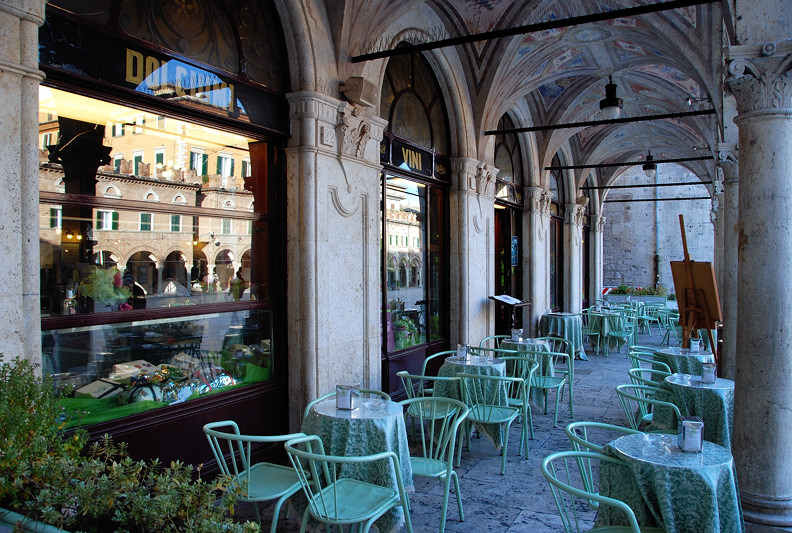
Tavoli sotto alla loggetta
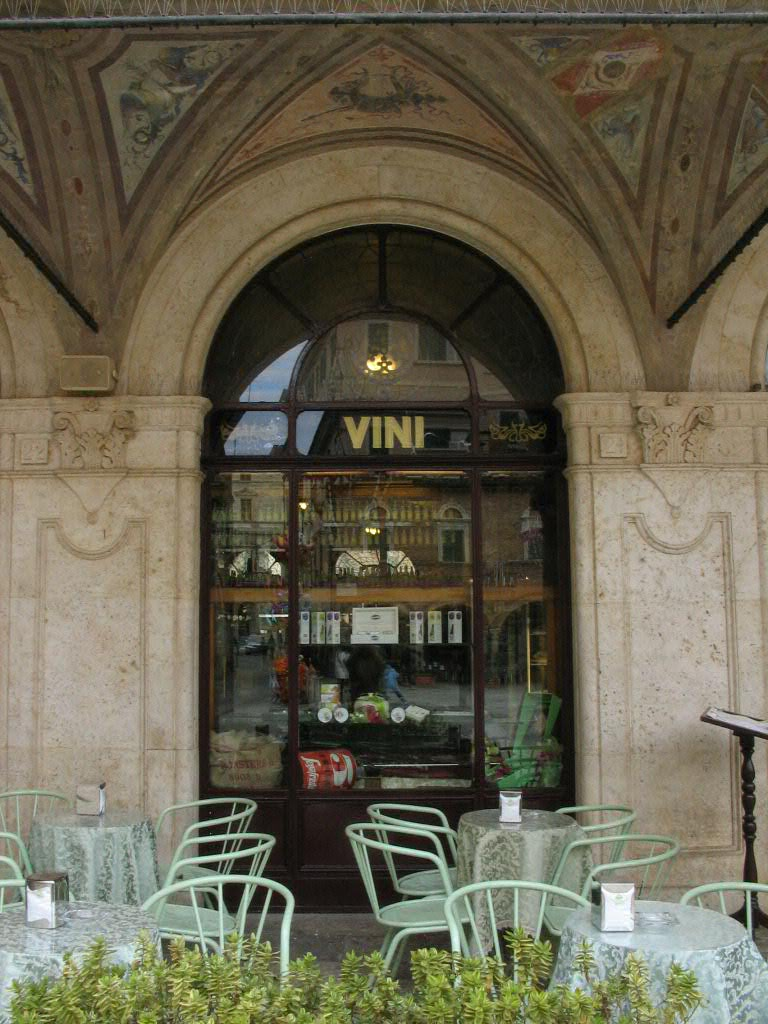
Vetrina
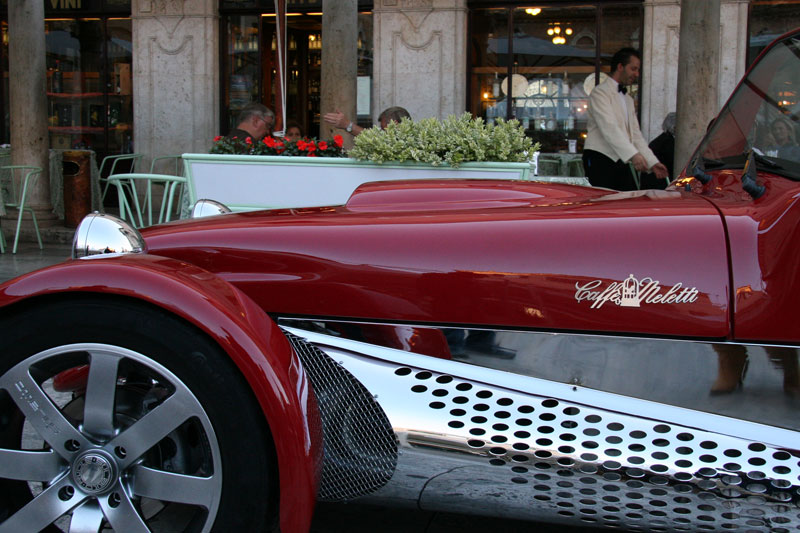
Twister firmata "Caffè Meletti"

## Cinema
Il Caffè ha ospitato inoltre set cinematografici. Nell'anno 1960 vi furono girate, da Francesco Maselli, alcune scene del film I delfini, nel 1971, da Pietro Germi, delle immagini di Alfredo Alfredo e nel 2022 il film L'ombra del giorno.